# Krvna žila
Krvna žila je cevast organ, po katerem se pretaka kri. Skupna dolžina žil v človeškem telesu je okoli 9.000 do 19.000 km, odvisno od telesne teže in velikosti, kar je mogoče zaradi velike razvejenosti obtočil. 
Krvne žile so različnih tipov, zajemajo: arterije, arteriole, kapilare, venule in vene. Po arterijah, ki so krepke in prožne teče kri iz srca, krvni tlak je v njih največji. Arteriole imajo mišične stene in spreminjajo premer, s tem pa povečajo ali zmanjšajo pretok krvi skozi določen predel. Kapilare so drobne žilice z izredno tanko steno in predstavljajo nekakšen most med arterijami, po katerih kri odteka iz srca, in venami, po katerih se vanj vrača. Kapilare omogočajo, da kisik in hranila preidejo iz krvi v tkiva, odpadne snovi pa iz tkiv v kri. Iztekajo se v venule, te pa nato v vene, ki vodijo nazaj v srce. Ker imajo vene tanko steno, a praviloma večji premer kot arterije, teče kri skoznje počasneje in pod bistveno manjšim tlakom.

## Oblikovanje žilja
Žilje se oblikuje z rastjo, razvojem in staranjem organizma. To oblikovanje imenujemo vaskularizacija. Pri razvoju vaskularizacije se razvijejo različne vrste žil, ki jih glede na njihov namen in delovanje na:
- arterije ali žile odvodnice,
- arteriole,
- kapilare ali lasnice – lasasto žilje povezuje zadnje razvejitve arterij s prvimi vejami ven,
- venule,
- vene ali žile dovodnice in
- limfne žile ali mezgovnice – po njih se pretaka limfa ali mezga.

Žilje v času razvoja, rasti in staranja organizma doživlja mnoge spremembe zaradi fizičnih poškodb od udarcev, urezov, opeklin, zmečkanin, odrgnin ipd. Poškodbe lahko povzročijo različne vrste trofij poimenovanih z raznimi medicinskimi imeni.

## Zgradba
Arterije in vene imajo tri plasti.
Notranja plast, tunica intima, je najtanjša plast. Sestavljena je iz enega samega sloja sploščenih celic (enoskladni ploščati epitelij), zlepljenih s polisaharidnim medceličnim matriksom, obdanim s tanko plastjo subendotelijskega vezivnega tkiva, prepletenega s številnimi krožno urejenimi elastičnimi trakovi, imenovano notranja elastična lamina. Tanka membrana elastičnih vlaken v notranji plasti poteka vzporedno z žilo.
Srednja plast, tunica media, je najdebelejša plast v arterijah. Sestavljajo jo krožno urejena elastična vlakna, vezivno tkivo in polisaharidne snovi. Med drugo in tretjo plastjo je debel elastičen pas, imenovan zunanja elastična lamina. Tunica media je lahko (še zlasti v arterijah) bogata z ožiljeno gladko mišičnino, ki nadzoruje premer žile. Vene nimajo zunanje elastične lamine, ampak samo notranjo. Tunica media je v arterijah debelejša kot v venah. 
Zunanja plast se imenuje tunica adventitia in je najdebelejša plast žile. V celoti je sestavljena iz vezivnega tkiva. Vsebuje tudi živce, ki oskrbujejo žilo, ter v večjih krvnih žilah prehranjevalne kapilare (vasa vasorum).
Kapilare so sestavljene iz ene same plasti endotelijskih celic s podpornim subendotelijem, zgrajenim iz bazalne membrane in vezivnega tkiva.
Ko se krvne žile med seboj povežejo v območje žilne oskrbe, se to imenuje anastomoza. Anastomoze zagotavljajo ključno alternativno pot za pretok krvi ob zamašitvi.
Vene v nogah imajo zaklopke za preprečevanje vračanja krvi, ki jo mišice potiskajo v smeri, nasprotni sili težnosti.

## Bolezen
Krvne žile imajo ključno vlogo pri skoraj vsakem zdravstvenem stanju. Rak na primer ne more napredovati, če tumor ne povzroči angiogeneze (tvorbe novih krvnih žil) za preskrbo malignih celic s snovmi, potrebnimi za njihovo presnovo. Ateroskleroza, zožitev krvnih žil zaradi kopičenja plakov, in bolezen koronarnih arterij, ki ji pogosto sledi, lahko povzročita srčni napad ali zastoj srca in sta med vodilnimi vzroki smrti v svetu.
Ob vnetju se poveča prepustnost krvnih žil. Poškodba, bodisi zaradi travme bodisi spontana, lahko povzroči krvavitev zaradi mehanske okvare žilnega endotelija. Nasprotno lahko zapora krvne žile z aterosklerotičnim plakom, emboliziranim krvnim strdkom ali tujkom povzroči ishemijo (nezadostno preskrbo s krvjo) oskrbovanih tkiv, kar pripelje do infarkta (odmrtja zaradi ishemije). Zapora žile se lahko stopnjuje; zamašena žila ustvari tokove v običajno laminarnem toku krvi. Ti tokovi povzročijo nenormalne gradiente hitrosti, ki potisnejo krvne elemente, kot so holesterol ali hilomikronska telesca, proti endoteliju. Ti se odložijo na žilno steno, s čimer se zapora še poveča.
Najpogostejša bolezen krvnih žil je hipertenzija ali visok krvni tlak. To pomeni, da se poveča tlak krvi, ki teče skozi žile. Hipertenzija lahko pripelje do resnejših stanj, kot sta srčno popuščanje in možganska kap. Take zaplete običajno preprečujemo z zdravili. Aspirin pomaga preprečevati krvne strdke in lahko tudi zmanjša vnetje.
Vnetje krvne žile zaradi avtoimunske bolezni ali okužbe se imenuje vaskulitis.